# Navi Mumbai
Navi Mumbai – miasto w Indiach, w Maharasztrze. W 2001 roku liczyło 1 119 477 mieszkańców. Leży w pobliżu Bombaju.